# Поздние фазы
«Поздние фазы» (англ. Late Phases) — фильм ужасов с элементами драмы 2014 года режиссёра Адриана Гарсии Больяно и его первый полнометражный фильм на английском языке. Мировая премьера фильма состоялась 9 марта 2014 года на кинофестивале South by Southwest. Ник Дамичи исполнил главную роль слепого ветерана войны, который становится жертвой нападения оборотня.

## Сюжет
Уилл устраивает своего отца, Амброуза Маккинли, слепого и упрямого ветерана Вьетнамской войны, и его собаку-поводыря, немецкую овчарку, в дом престарелых на краю леса. Амброуз настойчиво утверждает, что способен жить самостоятельно, и между ним и Уиллом явно существуют напряженные отношения. В этом новом месте Амброуз знакомится с тремя соседками — Глорией, Анной и Эммой, которые, сначала восхищаясь им, вскоре отстраняются из-за его характера. Он также встречает свою соседку Долорес, с которой делит дом на две части.
Однажды ночью, в полнолуние, звероподобное существо проникает на кухню Долорес и жестоко убивает её. Амброуз, услышав шум, становится жертвой того же существа. Его собака приходит на помощь, пока Амброуз пытается найти своё оружие. Он отгоняет чудовище, но его собака смертельно ранена. На следующее утро полиция находит его, с мёртвой собакой на руках, и, несмотря на разрушения и его рассказы о нападении, инцидент списывают на нападение животного.
Амброуз начинает подозревать, что за убийствами и исчезновениями людей, которые забрели в лес, стоит оборотень, и решает подготовиться к защите. Он покупает для своей собаки изысканный надгробный камень и начинает медленно копать могилу. Встретив местных прихожан, Амброуз, который слышит хриплое дыхание оборотня, начинает наблюдать за окружающими, пытаясь выявить у них аналогичные признаки. Он сталкивается с тяжело больным мужем Глории, который находится в железных лёгких, и подозревает, что Амброуз пытается убить его, случайно отключив аппарат. Глория выгоняет Амброуза.
Подозрения Амброуза падают на пастора церкви, отца Роджера Смита, у которого после многих лет курения появился хрип. Он советует Амброузу посетить церковь, и тот решает поехать на местном автобусе, где встречает ещё одного подозреваемого — Джеймса Гриффина, друга Смита, у которого тоже есть хрип из-за астмы. Не чувствуя себя комфортно с Амброузом, три женщины убеждают Джеймса отвезти его лично. Амброуз направляется в оружейный магазин, где убеждает владельца изготовить серебряные пули. Он также обнаруживает, что Джеймс недавно купил серебряные патроны.
Надгробие для собаки Амброуза прибывает, и он ставит его в своем дворе, продолжая копать могилу. Однако запах разложения собаки и странное поведение Амброуза привлекают внимание полиции, обеспокоенной его состоянием. Несмотря на это, Амброуз убеждает их не вмешиваться.
В ночь следующего полнолуния Амброуз заканчивает рыть могилу и хоронит свою собаку. Тем временем, Джеймс, уже ставший оборотнем, начинает нападать на Глорию, Анну, Эмму и мужа Эммы, Беннетта, проклиная их в оборотней. Амброуз приходит в дом Глории, но находит её пропавшей, а её мужа — обезглавленным. В ужасе он бежит домой, чтобы вооружиться. Джеймс признается отцу Смиту, что он — оборотень, но тот не верит ему, пока Джеймс не превращается. 
Вернувшись домой, Амброуз оставляет голосовое сообщение своему сыну, в котором признается, что потерял кольцо своей покойной жены и не продал его, как подозревал Уилл. Он извиняется и прощается, так как уверен, что не переживет эту ночь. Используя свой острый слух, Амброуз расправляется с оборотнями, напавшими на его дом, с помощью оружия и ловушек. Он убивает четырёх оборотней, но сам получает укус от Джеймса. В конце концов, они сражаются в заднем дворе, и Амброуз убивает Джеймса, спокойно садясь на веранду. Услышав последние слова отца, Уилл спешит к нему домой. Он находит тела оборотней, частично вернувшихся в человеческий облик, и обнаруживает Амброуза мертвым, который перед смертью сознательно принял смертельную дозу лекарства, чтобы не стать оборотнем.
Позже, на похоронах отца, Уилл и его жена стоят у могилы, где Уилл принимает сложенное в треугольник знамя и передает его жене. Затем, доставая ружье отца, он целится в восходящую луну и стреляет.

## В ролях
- Ник Дамичи — Амброуз Маккинли
- Итан Эмбри — Уилл Маккинли
- Лэнс Гест — Джеймс Гриффин
- Тина Луиз — Кларисса
- Рутаня Олда — Глория
- Кейтлин О’Хини — Эмма
- Эрин Каммингс — Энн
- Том Нунен — отец Роджер
- Ларри Фессенден — О’Брайен
- Эл Сапиенца — Беннетт
- Дэна Эшбрук — Уэстмарк

## Производство
Больяно впервые объявил о своём намерении снять фильм под названием «Поздние фазы» в 2012 году, так как был впечатлён сценарием, написанным Эриком Штольце. Ник Дамичи был утверждён на главную роль в фильме в феврале 2013 года, а съемки начались в долине реки Гудзон, штат Нью-Йорк, в июне того же года. Дамичи испытывал некоторые трудности, играя роль слепого человека; по его словам, «нельзя просто завязать себе глаза, потому что так это не работает. Даже когда у тебя завязаны глаза, ты видишь больше, чем видит слепой. Мне просто пришлось делать это, глядя периферийно и доверяя Эдриану, чтобы всё получилось». Самая большая проблема фильма возникла со сценой превращения в оборотня, как заметил Больяно, «[даже] продюсеры не знали, сработает ли это, пока мы наконец не закончили». Ларри Фессенден, который был продюсером и сыграл эпизодическую роль, привлёк к съёмкам художника по спецэффектам Роберта Курцмана. Фессенден сказал, что Курцман согласился работать над фильмом, потому что оборотни — его слабость.